# Kroepnik
Kroepnik of Krupnik (Bulgaars: Крупник) is een dorp in het zuidwesten van Bulgarije. Het dorp is gelegen in gemeente Simitli, oblast Blagoëvgrad. Het dorp ligt hemelsbreed ongeveer 18 km ten zuiden van Blagoëvgrad en 95 km ten zuiden van Sofia.

## Bevolking
Op 31 december 2020 telde het dorp Kroepnik 1.923 inwoners.
| Bevolkingsontwikkeling van Kroepnik tussen 1934 en 2020 |
| ------------------------------------------------------- |
|                                                         |
| ■ Volkstellingen ■ Schatting                            |

Het dorp wordt volgens de volkstelling van optionele 2011 nagenoeg uitsluitend bevolkt door etnische Bulgaren: 1.493 van de 1.545 ondervraagden noemden zichzelf etnische Bulgaren - 96,6% van alle ondervraagden. De overige ondervraagden noemden zichzelf vooral etnische Roma.
| Etnische samenstelling van de respondenten (2011) | Etnische samenstelling van de respondenten (2011) | Etnische samenstelling van de respondenten (2011) | Etnische samenstelling van de respondenten (2011) | Etnische samenstelling van de respondenten (2011) |
| ------------------------------------------------- | ------------------------------------------------- | ------------------------------------------------- | ------------------------------------------------- | ------------------------------------------------- |
|                                                   |                                                   |                                                   |                                                   |                                                   |
| Bulgaren                                          | Bulgaren                                          |                                                   | 96,6%                                             | 96,6%                                             |
| Turken                                            | Turken                                            |                                                   | 0,0%                                              | 0,0%                                              |
| Roma                                              | Roma                                              |                                                   | 2,5%                                              | 2,5%                                              |
| Anders/Onbekend                                   | Anders/Onbekend                                   |                                                   | 0,9%                                              | 0,9%                                              |